# Императорский замок в Познани
Императорский замок в Познани (нем. Residenzschloss Posen, пол. Zamek Cesarski w Poznaniu) — резиденция немецкого императора (ныне известная как императорский дворец), построенная по приказу Вильгельма II в начале XX века в городе Позен (современная Познань). Одно из последних крупных дворцовых сооружений Европы.

## История

### История возникновения и строительство
Германский император был одержим идеей строительства могущественной империи (рейха). Помимо прочего, Вильгельм II задумал построить сразу несколько роскошных резиденций, призванных подчеркнуть растущий престиж Германии. Ключевыми проектами можно назвать следующие: реконструкция Хохкёнигсбурга в Эльзасе (1901–1908), реконструкция замка Мариенбург Тевтонского ордена (1896–1918) и, следуя примеру этих впечатляющих сооружений, около границы с Данией были построены корпуса Военно-морского училища в Мюрвике в неоготическом стиле (1907-1910). На открытии Хоэкёнигсбурга Вильгельм II упомянул, среди прочего, Мариенбург и его особое значение для немецкой истории со словами: «Пусть Хоэкёнигсбург здесь, на западе Рейха, как и Мариенбург на востоке, будет символом немецкой культуры и власти на вечные времена».
Идея дворца в Познани родилась в 1902 году, когда устаревшие городские укрепления были снесены. В городе (который поляки считали своей вотчиной) на востоке империи было важно обозначить немецкое господство. В итоге был составлен план строительства в Позене (Познани) роскошного дворцового комплекса. Предполагалось построить не только дворец (в качестве реальной резиденции для постоянного проживания), а также оперный театр, почту и помещения для администрации. А ещё  музыкальную академию, филиал Академии наук, Евангелическо-лютеранскую церковь Спасителя и Мемориал Бисмарка. Итоговый проект был разработан Йозефом Штюббеном в 1904 году. Строительные работы начались после 1905 года и заняли пять лет. Общая стоимость строительства составила пять миллионов марок. Комплекс был торжественно открыт 21 августа 1910 года в так называемый Познанский императорский день. Разумеется, в город прибыл и сам император Вильгельм II. 27 августа 1913 года Вильгельм II ещё раз приехал в Позен, чтобы принять участие в праздновании открытия дворцовой церкви.

### Межвоенный период

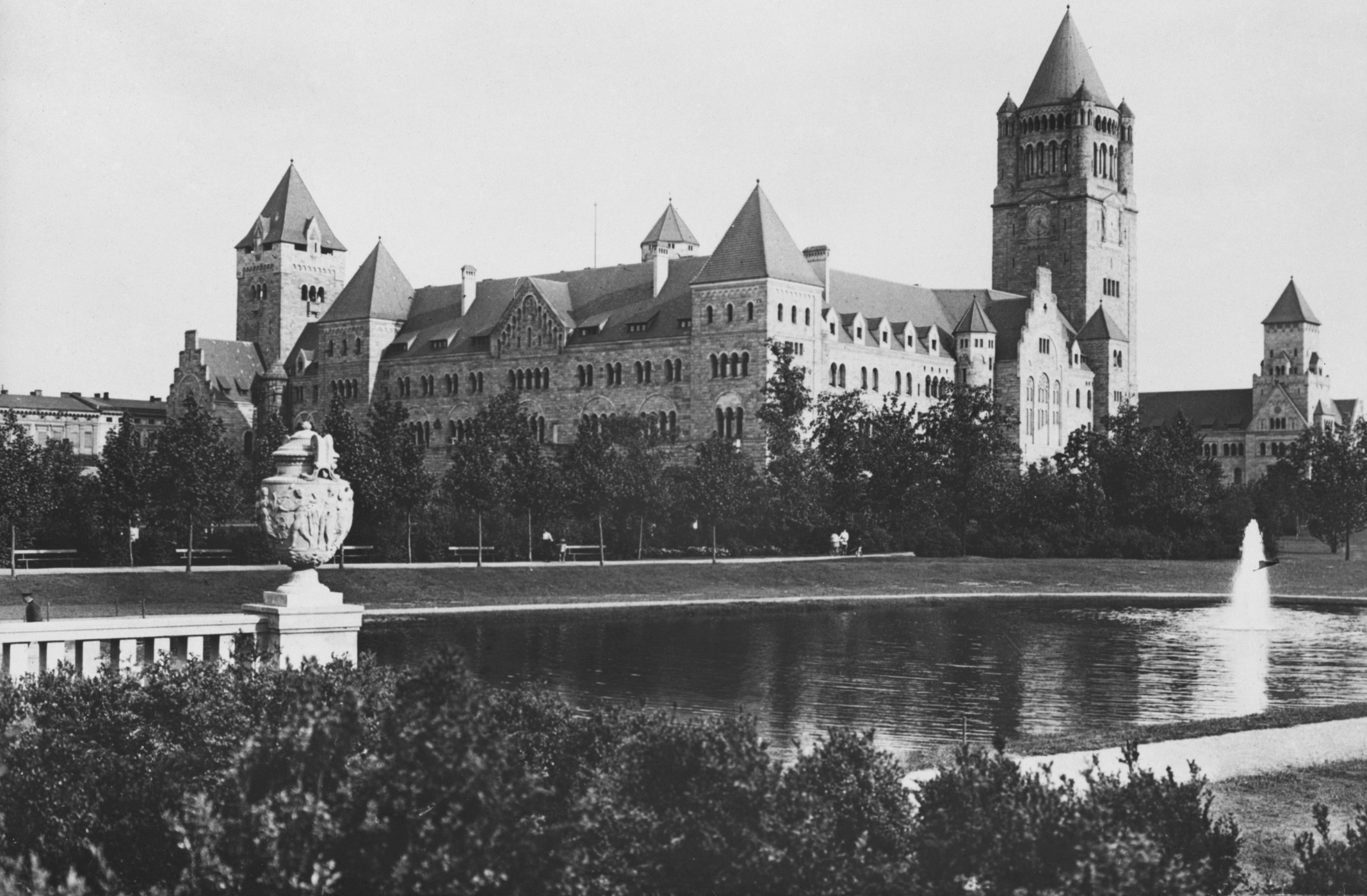
Фотография императорского замка в 1921 году

После завершения Первой мировой войны по итогам Версальского договора Позен оказался в составе независимой Польши и стал официально именоваться Познань. В межвоенный период замок служил резиденцией президента Польской республики. Кроме того часть помещений использовал Познанский университет. Протестантская часовня была преобразована в католическую. Изображения немецкого императора оказались закрашены.

### Период нацистской оккупации
В 1939 году вскоре после оккупации Польши Адольф Гитлер распорядился расширить Познанский дворец, чтобы сделать из него ещё более представительную «резиденцию фюрера». Таким способом можно было подчеркнуть незыблемость власти Германии в аннексированном рейхсгау Вартеланд. Главный нацистский архитектор Альберт Шпеер поручил эту задачу своему молодому коллеге Францу Бёмеру.
С весны 1940 года началась комплексная реконструкция здания, которое также рассматривалось как официальная резиденция «рейхсштатгальтера» (и гауляйтера) Артура Грейзера. Пожелания Шпеера и Гитлера были учтены при планировании преобразований. Архитектор Франц Бёмер в феврале 1943 года (после Сталинградской битвы) отправился добровольцем на Восточный фронт. Вероятно, этот поступок было вызван в том числе и личным разочарованием от хода строительных работ. На стройке было занято более 600 рабочих (в том числе из военнопленных). Первоначально планировалось завершить реконструкцию за два года. Но Грейзер смог занять свой кабинет в резиденции лишь в декабре 1943 года. Отделка интерьеров продолжалась вплоть до лета 1944 года.
Одно из любопытных изменений касалось превращения бывшей частной часовни Вильгельма II в личный мраморный кабинет Гитлера. Он должен был иметь площадь около 130 квадратных метров.
В конце Второй мировой войны замок получил много попаданий бомбами и снарядами во время битвы за Познань. Но его массивные основные конструкции почти не пострадали. После того, как город оказался окружён войсками Советской армии, в резиденции устроили военный госпиталь. В нём разместили до 2000 раненых немецких солдат.
После того, как 23 февраля Познань была захвачена советскими войсками, в замке продолжали оставаться немецкие раненые. Скученность и антисанитарные условия привели к вспышке эпидемии. В день умирало 30 человек. В 1947-1948 польские власти эксгумировали останки умерших в замке немецких солдат и похороненных в братской могиле.

### Послевоенный период
После 1945 года новые власти социалистической Польши обсуждали вариант сноса бывшей императорской и нацистской резиденции. Однако из-за острой нехватки площадей для административных нужд в сильно разрушенной Познани, было принято решение сохранить замок. В ходе реставрационных работ высоту главной башни, получившей в результате военных действий сильные разрушения, сократили на двадцать метров. Вскоре в отремонтированном замке разместились университет и городская администрация. С 1960-х годов часть помещений стали использовать для нужд культурного центра.
В 2007 году перед главным входом в западное крыло был установлен памятник криптологам. Монумент связан с событиями 1932 года, когда три польских криптоаналитика — Мариан Реевский, Ежи Ружицкий и Генрик Зыгальский — разгадали коды немецкой роторной шифровальной машины «Энигма».

## Архитектурные особенности
Замок построен из бетона, кирпича и силезского песчаника. Главное здание на юге дворцового комплекса — это непосредственно резиденция, в которой были предусмотрены жилые помещения. Меньшее по размеру восточное крыло — здание, где могли проживать гости. При этом залы и комнаты для военного представительства, а также управления императорской собственностью располагались на первом этаже западного крыла.

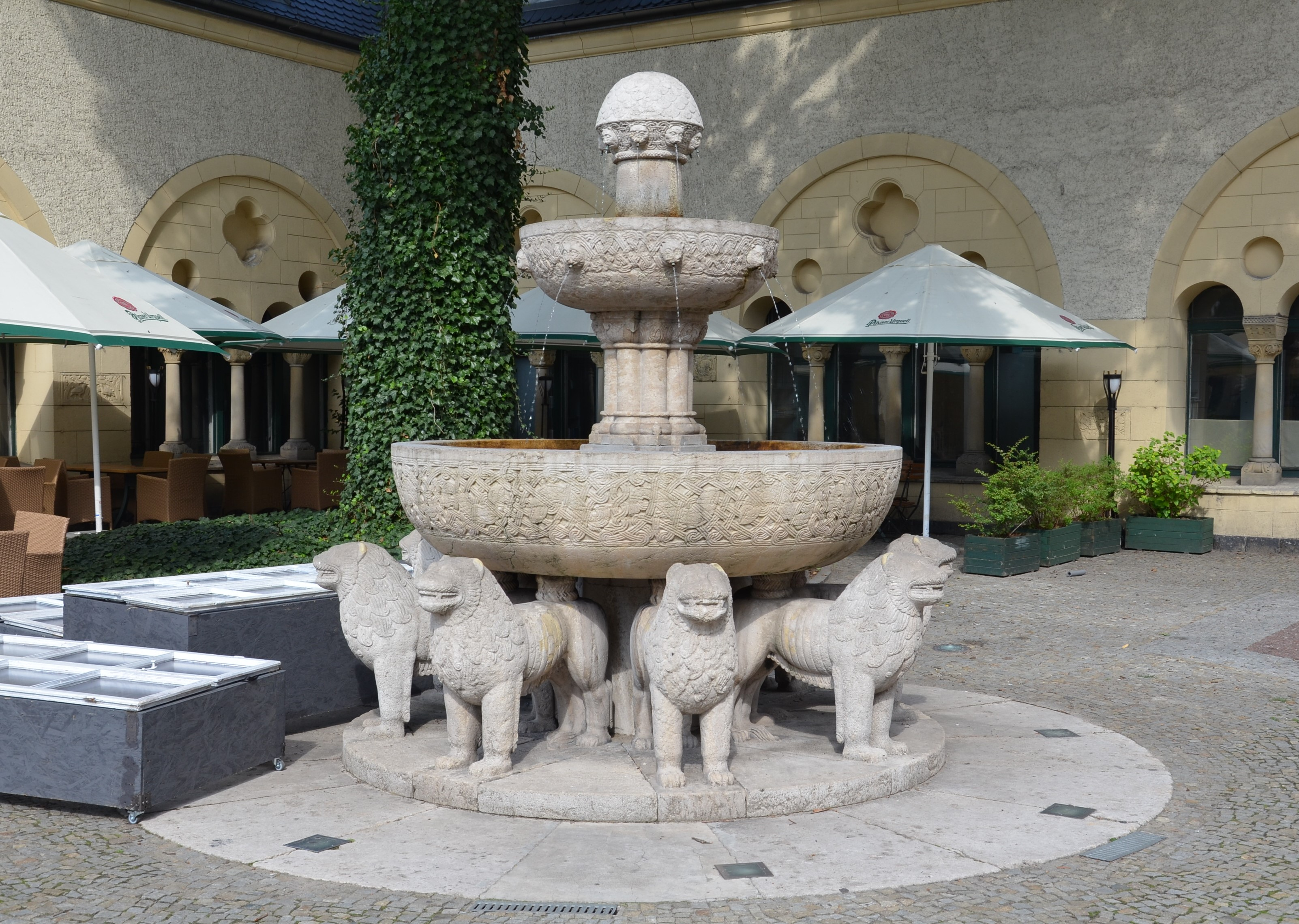
Львиный фонтан во внутреннем дворе

Личные комнаты императора и императрицы были предусмотрены на первом этаже комплекса. Императорскую часовню разместили в большой замковой башне западного крыла. Причём интерьеры по предложению архитектора Августа Эткена реализовали в византийском стиле. Образцом послужила Палатинская капелла в Палермо. Около часовни предусмотрели особый вход, которым мог пользоваться только Вильгельм II. Оттуда можно было попасть в личные покои императора и императрицы. Здесь разместили четыре статуи; средневекового маркграфа, Оттона I Великого, Фридриха I Барбароссы и Владислава II.
Комнаты на втором этаже были предназначены для наследника престола. Самым роскошным помещением комплекса был Тронный зал. В этом просторном помещении предусмотрели три огромные оконные арки, позволявшие создать яркие потоки естественного освещения. В особых углублениях внутри Тронного зала установили восемь статуй (наиболее известные императоры Священной Римской империи). Трон в восточном стиле стоял у центральной оконной арки. Сверху построили галерею, в которой могли расположиться оркестр и гости.
Главный вход для гостей был с Валовштрассе. Северная часть дворцового комплекса выходила на Берлинерштрассе. Здесь же были предусмотрены комнаты для прислуги, конюшни и гаражи, а также каретный двор. В замке есть особый двор, где создали копию львиного фонтана в испанской Альгамбре.

## Королевский, императорский или кайзеровский?
В современной Польше для дворцового комплекса используется термин «Кайзеровский (императорский) замок». Термин «Королевский дворец» связано в первую очередь с прусским королём. Это позволяет избегать путаницы старым (польским) Королевским замком в Познани.
Интересно, что первым и единственным управляющим Кайзеровского замка (с 1906 по 1918 год) был уроженец Польши граф Богдан фон Хуттен-Чапский.

## Галерея

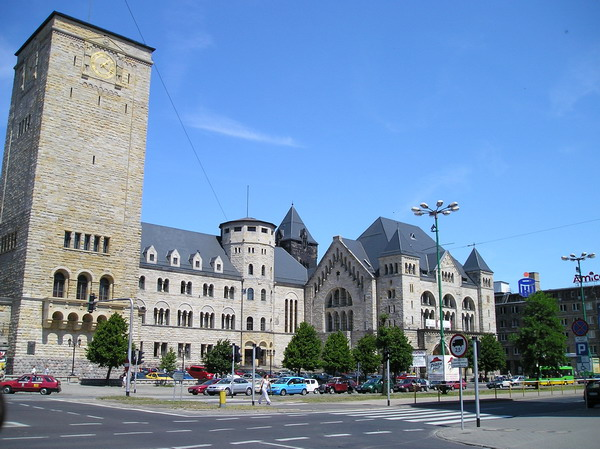
Общий вид замка
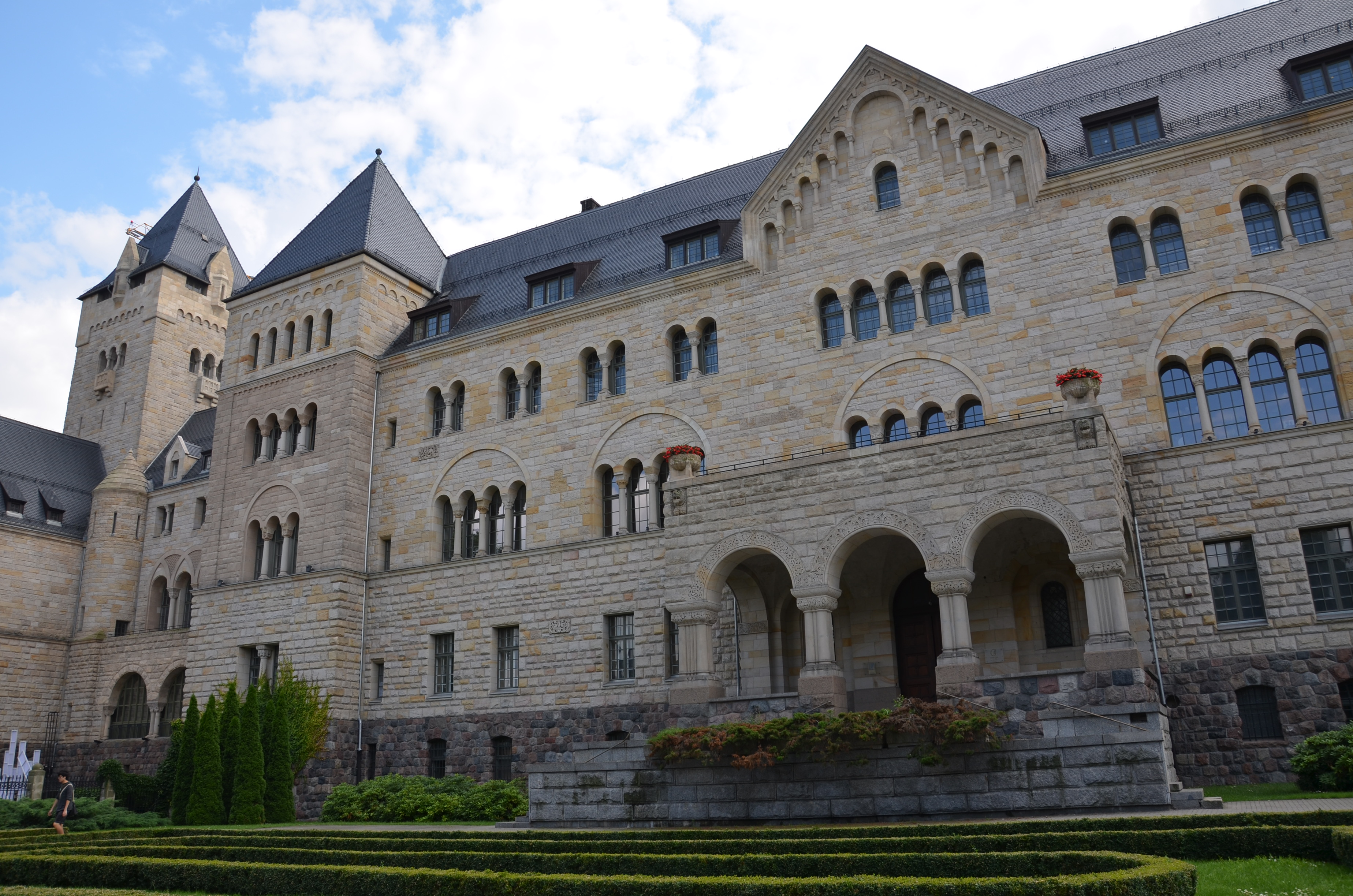
Фасады замка ос стороны парка
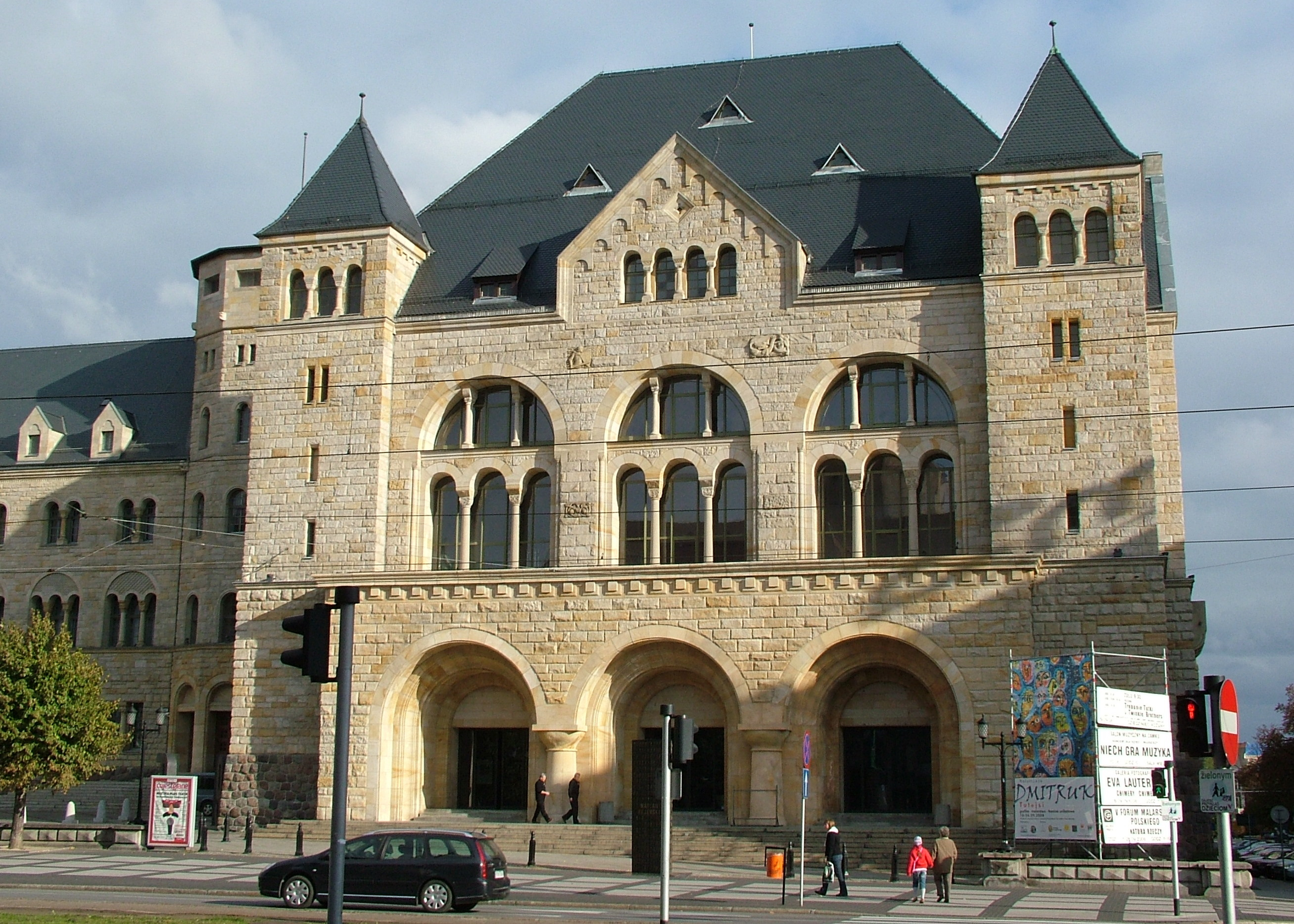
Парадный вход в Западном крыле, сделанный в ходе реконструкции в 1940 году
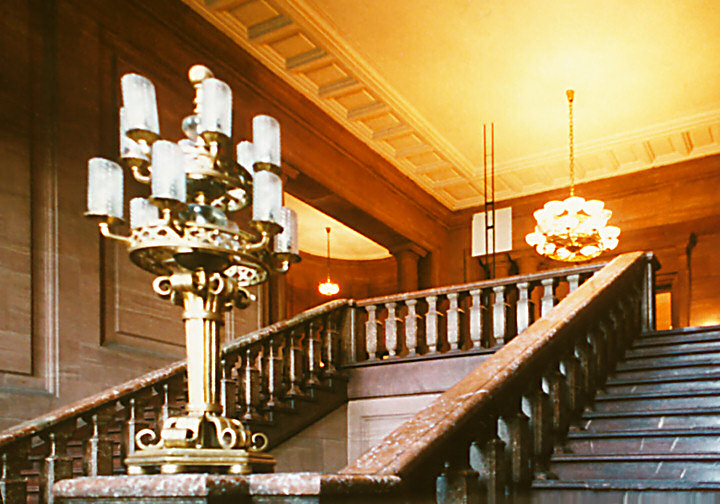
Парадная "Кайзеровская" лестница
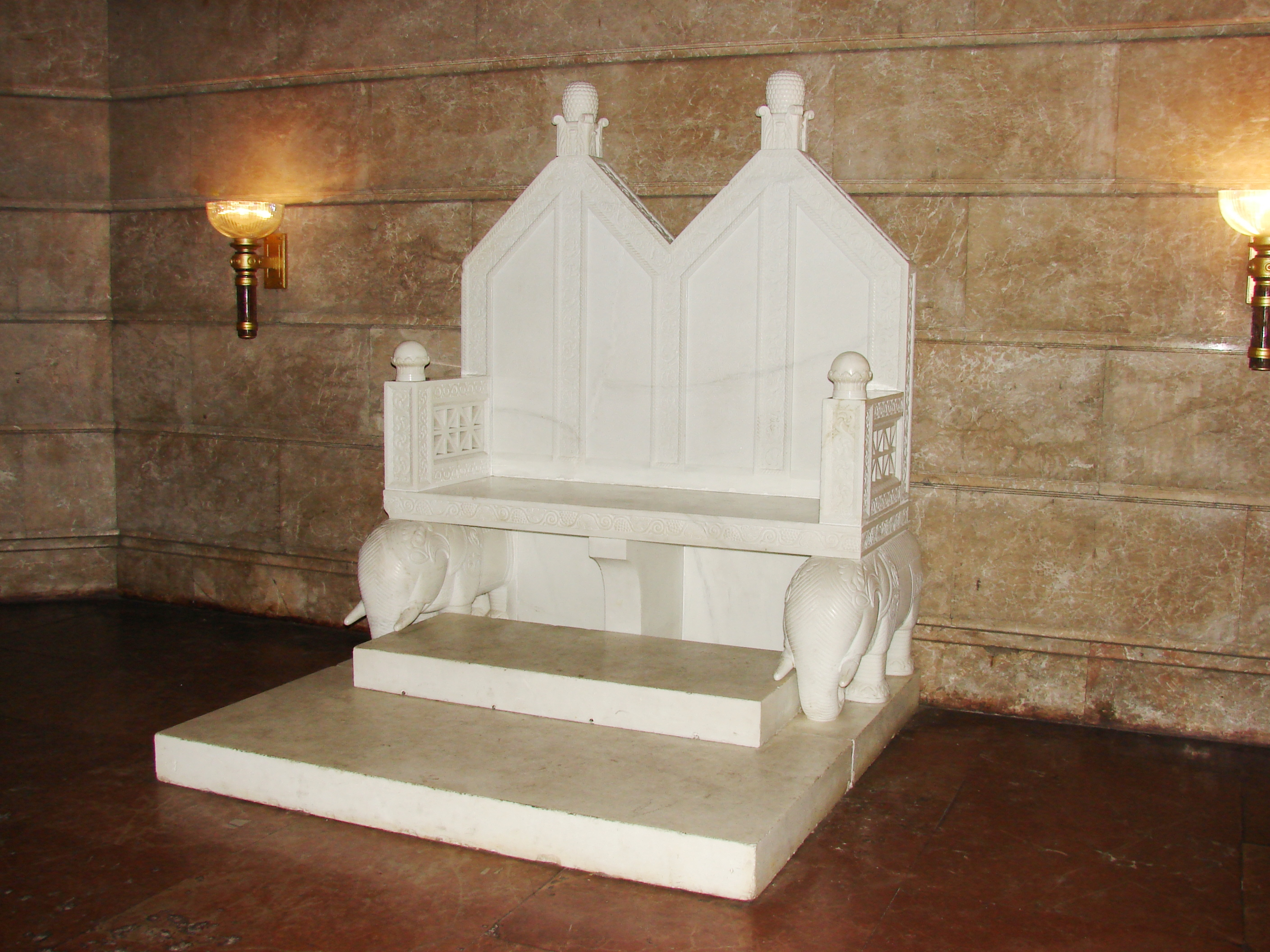
Трон Вильгельма II
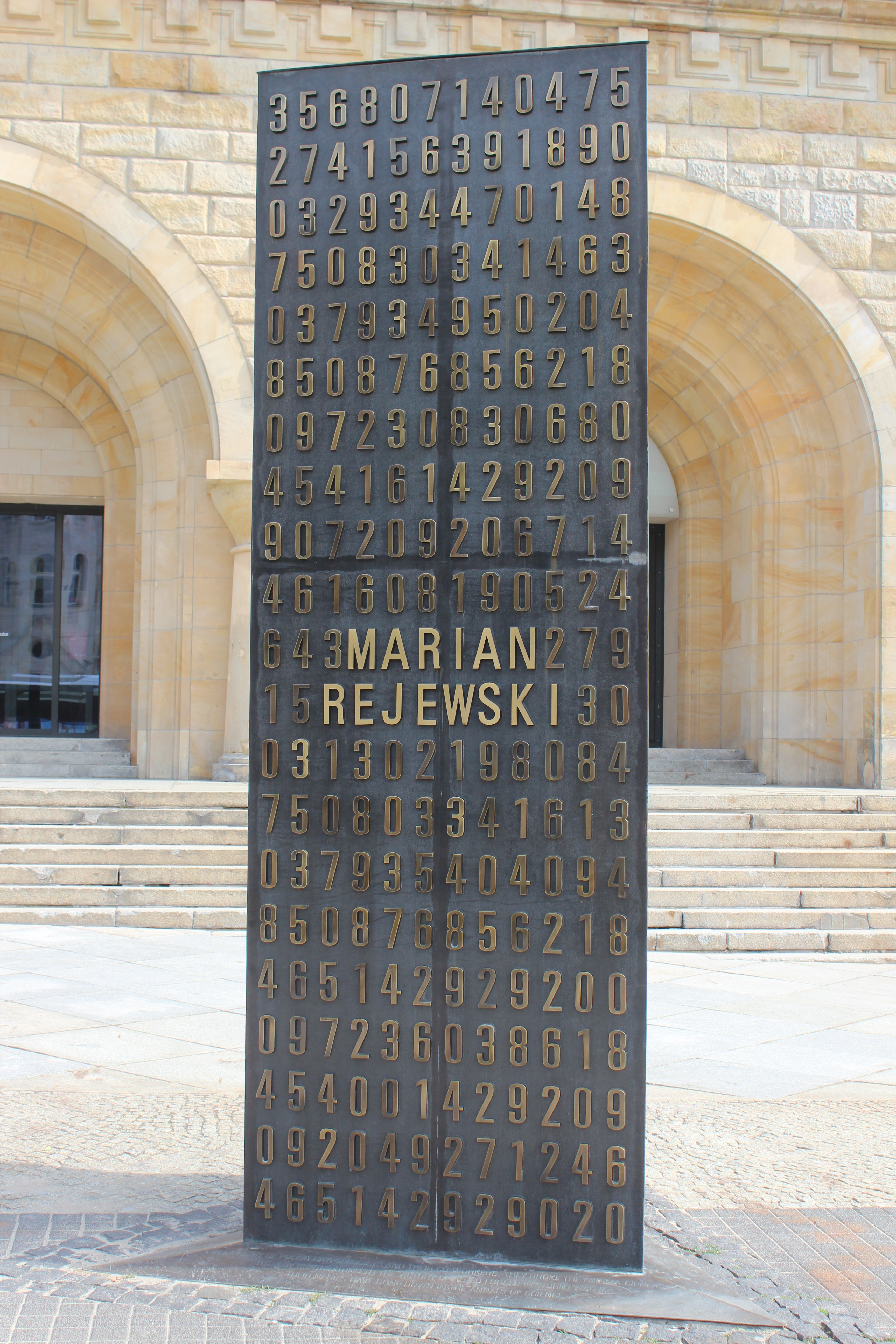
Монумент польским криптологам